# Elecciones generales de Jamaica de 1993
Elecciones generales tuvieron lugar en Jamaica el 30 de marzo de 1993. El resultado fue una victoria para el Partido Nacional del Pueblo, el cual ganó 52 de los 60 escaños. La participación electoral fue de 67,4%.

## Resultados
| Partido                      | Votos   | %    | Escaños | +/- |
| ---------------------------- | ------- | ---- | ------- | --- |
| Partido Nacional del Pueblo  | 401 131 | 60,0 | 52      | +7  |
| Partido Laborista de Jamaica | 263 711 | 39,4 | 8       | -7  |
| Independientes               | 3 975   | 0,6  | 0       | 0   |
| Votos en blanco/nulos        | 6 479   | –    | –       | –   |
| Total                        | 675 296 | 100  | 60      | 0   |
| Fuente: Nohlen               |         |      |         |     |